# Liste der Kantone im Département Aude
Das Département Aude liegt in der Region Okzitanien in Frankreich. Es untergliedert sich in drei Arrondissements mit 19 Kantonen (französisch cantons).

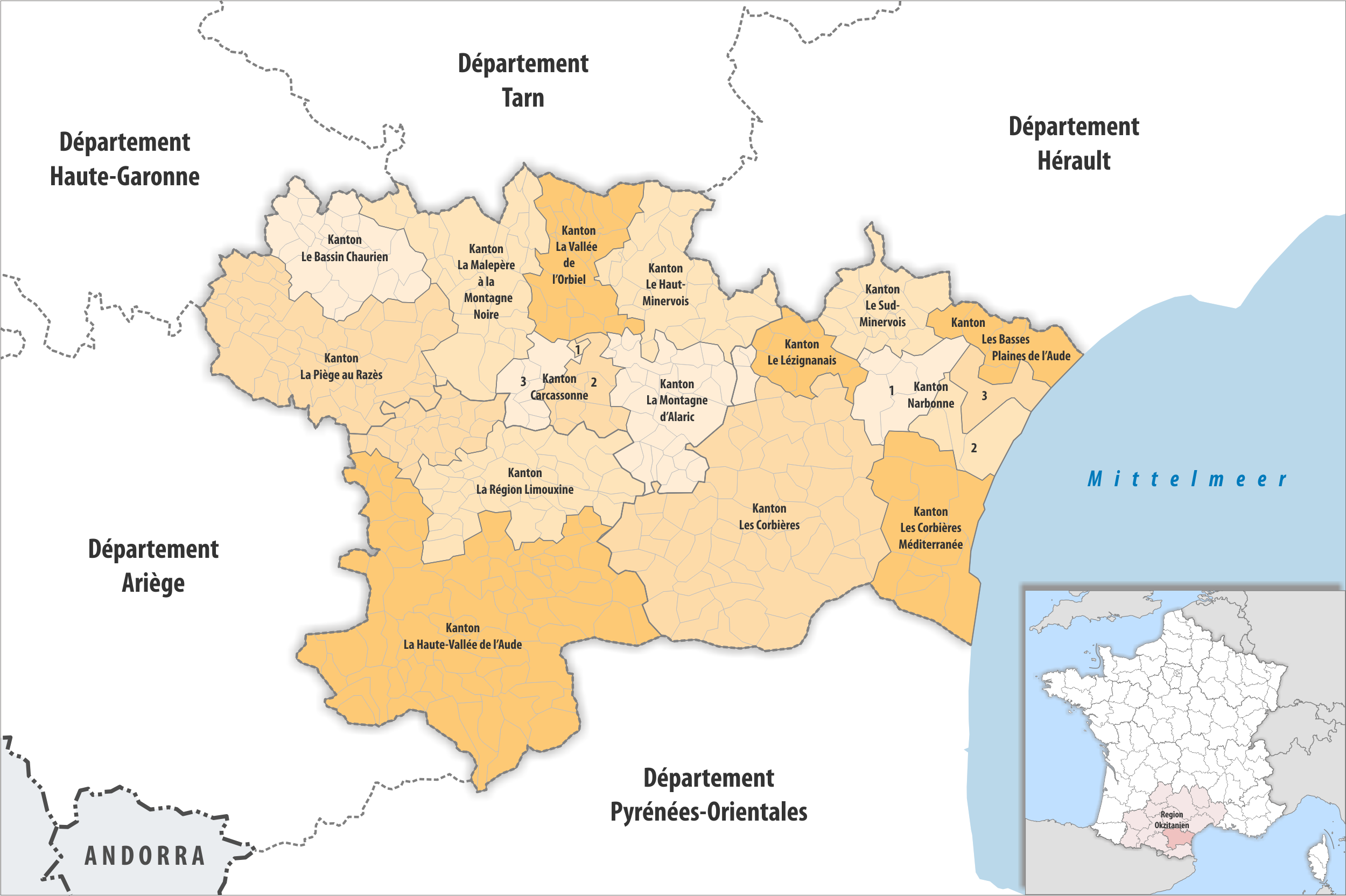
Gemeinden und Kantone im Département Aude

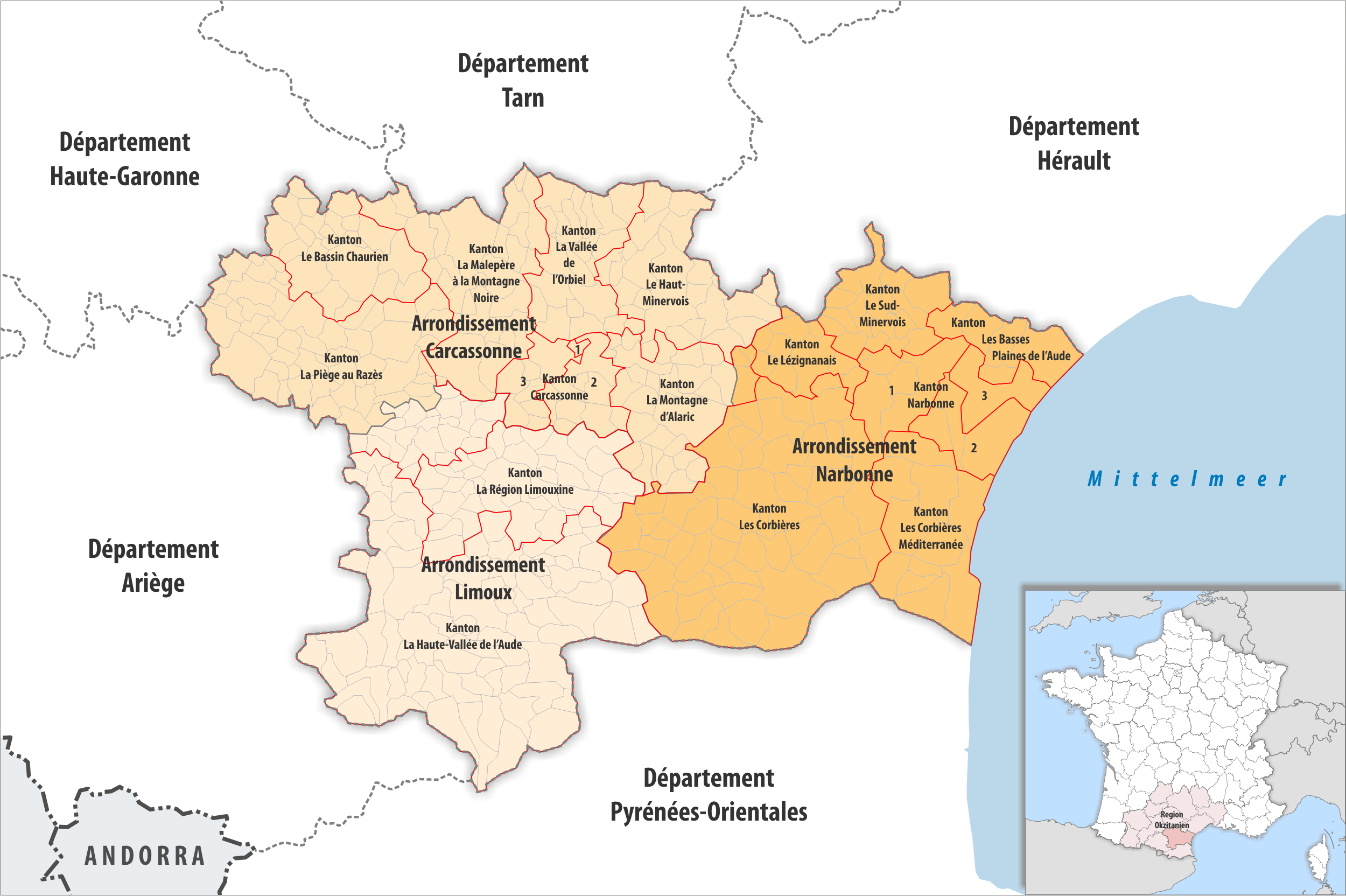
Gemeinden, Arrondissemente und Kantone im Département Aude

| Kanton                          | Gemeinden | Einwohner 1. Januar 2022 | Fläche km² | Dichte Einw./km² | Code INSEE | Arrondissement(e)     |
| ------------------------------- | --------- | ------------------------ | ---------- | ---------------- | ---------- | --------------------- |
| Carcassonne-1                   | 1⁄3       | 14.580                   | 5,04       | 2.893            | 1102       | Carcassonne           |
| Carcassonne-2                   | 8 1⁄3     | 21.852                   | 108,16     | 202              | 1103       | Carcassonne           |
| Carcassonne-3                   | 6 1⁄3     | 22.185                   | 85,48      | 260              | 1104       | Carcassonne           |
| La Haute-Vallée de l’Aude       | 82        | 17.642                   | 1.184,71   | 15               | 1114       | Limoux                |
| La Malepère à la Montagne Noire | 27        | 17.779                   | 413,29     | 43               | 1110       | Carcassonne           |
| La Montagne d’Alaric            | 29        | 15.971                   | 310,82     | 51               | 1118       | Carcassonne, Narbonne |
| La Piège au Razès               | 72        | 20.476                   | 703,89     | 29               | 1101       | Carcassonne, Limoux   |
| La Région Limouxine             | 35        | 20.186                   | 390,02     | 52               | 1109       | Limoux                |
| La Vallée de l’Orbiel           | 22        | 17.204                   | 254,75     | 68               | 1119       | Carcassonne           |
| Le Bassin Chaurien              | 22        | 23.575                   | 278,62     | 85               | 1105       | Carcassonne           |
| Le Haut-Minervois               | 23        | 15.893                   | 326,96     | 49               | 1115       | Carcassonne           |
| Le Lézignanais                  | 10        | 16.642                   | 120,32     | 138              | 1108       | Narbonne              |
| Le Sud-Minervois                | 18        | 24.595                   | 196,40     | 125              | 1116       | Narbonne              |
| Les Basses Plaines de l’Aude    | 6         | 21.322                   | 137,04     | 156              | 1106       | Narbonne              |
| Les Corbières                   | 54        | 16.461                   | 1.025,06   | 16               | 1107       | Narbonne              |
| Les Corbières Méditerranée      | 11        | 23.818                   | 298,30     | 80               | 1117       | Narbonne              |
| Narbonne-1                      | 4 1⁄3     | 26.890                   | 142,12     | 189              | 1111       | Narbonne              |
| Narbonne-2                      | 2 1⁄3     | 22.113                   | 90,35      | 245              | 1112       | Narbonne              |
| Narbonne-3                      | 1⁄3       | 18.589                   | 67,65      | 275              | 1113       | Narbonne              |
| Département Aude                | 433       | 377.773                  | 6.138,98   | 62               | 11         | –                     |

## Liste ehemaliger Kantone

Karte der Arrondissements und Kantone vor dem Neuzuschnitt 2015

Bis zum Neuzuschnitt der französischen Kantone im März 2015 war das Département Aude wie folgt in 35 Kantone unterteilt:
| Arrondissement | Kantone |
| -------------- | --- |
| Carcassonne    | Alzonne, Belpech, Capendu, Carcassonne-1, Carcassonne-2-Nord, Carcassonne-2-Sud, Carcassonne-3, Castelnaudary-Nord, Castelnaudary-Sud, Conques-sur-Orbiel, Fanjeaux, Lagrasse, Mas-Cabardès, Montréal, Mouthoumet, Peyriac-Minervois, Saissac, Salles-sur-l’Hers |
| Limoux         | Alaigne, Axat, Belcaire, Chalabre, Couiza, Limoux, Quillan, Saint-Hilaire |
| Narbonne       | Coursan, Durban-Corbières, Ginestas, Lézignan-Corbières, Narbonne-Est, Narbonne-Ouest, Narbonne-Sud, Sigean, Tuchan |